# Józef Czarnynoga
Józef Czarnynoga (ur. 4 kwietnia 1876 w Bojszowach, zm. 24 maja 1921 pod Januszkowicami) – powstaniec śląski, działacz narodowy.

## Życiorys
Urodził się we wsi Bojszowy jak syn rolnika Józefa i Elżbiety z Kłyków. W 1890 roku ukończył szkołę elementarną. Do powołania do wojska pracował w gospodarstwie ojca. Od 1897 roku służył w 38 pułku piechoty w twierdzy kłodzkiej. Po powrocie z wojska osiadł w Lipinach, gdzie podjął pracę w hucie "Silesia". W 1900 ożenił się z lipinianką Pauliną Szołtysik. W 1903 roku zostaje członkiem polskiej organizacji zawodowej "Wzajemna Pomoc", przekształconej w 1909 roku w Zjednoczenie Zawodowe Polskie, gdzie był mężem zaufania. 
W latach 1914–1917 został zaciągnięty do niemieckiego wojska jako żołnierz 10 pułku piechoty walczył na froncie wschodnim. Po wojnie wraca do Lipin i zostaje członkiem Polskiego Towarzystwa Gimnastycznego „Sokół”, Straży Obywatelskiej, Związku Wojaków oraz Polskiej Organizacji Wojskowej. Jest także członkiem Polskiej Rady Ludowej w Lipinach, która została założona przez Augustyna Świdra. 30 grudnia 1918 roku uczestniczy w strajku protestacyjnym i zaatakowaniu stacjonującego w Lipinach wojska niemieckiego. W dniu 20 lutego 1919 roku jest współorganizatorem Polskiej Organizacji Wojskowej w Lipinach. 
W I powstaniu śląskim Józef Czarnynoga był dowódcą grupy powstańczej, która rozpoczęła działania przez zniszczenie linii telefonicznych i zabezpieczenie Urzędu Pocztowego w Lipinach. Po upadku powstania Czarnynoga uszedł do Polski, gdzie przebywał do połowy października 1919 roku. Czarnynoga wraz z synami i żoną uczestniczył także w walkach w II powstaniu śląskim. W akcji plebiscytowej Józef Czarnynoga usilnie agitował za Polską.
W działaniach podczas III powstania śląskiego Józef Czarnynoga był dowódcą plutonu powstańczego w Lipinach. 22 maja 1921 roku wyruszył na front w ramach 10 Królewskohuckiego Pułku Piechoty im. Czwartaków. Zginął w walce pod Januszkowicacmi 24 maja.